# Every Sunday
Every Sunday är en amerikansk kortfilm från 1936. Filmen var den första som både Judy Garland och Deanna Durbin gjorde för Metro-Goldwyn-Mayer (MGM). Handlingen är mest en ursäkt för att de båda skall få sjunga.
Producenten, Jack Chertok producerade en mängd liknande kortfilmer åt MGM.